# Walter Fehlinger

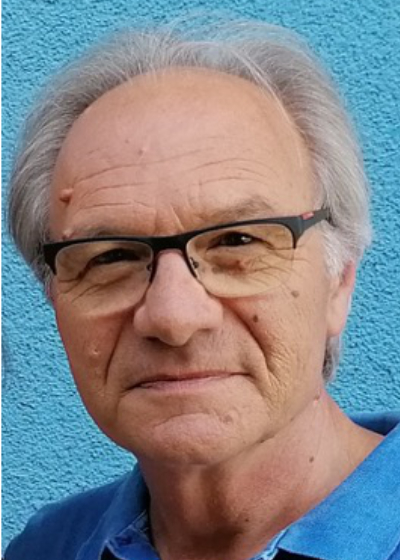
Walter Fehlinger (2021)

Walter Fehlinger (geb. 1953 in Wien) ist ein österreichischer Buchverleger und Autor.

## Leben und Wirken
Fehlinger arbeitete von 1972 bis 1983 als Beamter bei den Österreichischen Bundesbahnen ÖBB, zuletzt in Linz. Seit seiner Jugend interessierte er sich für chinesische Philosophie – beeinflusst durch Hermann Hesse, besonders für Lao Tse und Zhuang Zi. Politisch engagierte sich Fehlinger in den 1970er Jahren beim Kommunistischen Bund Österreich – ausgelöst durch die Demonstration in Salzburg gegen den Vietnamkrieg und den Besuch von Richard Nixon – unter anderem für die Unabhängigkeit der Kolonien in Afrika und gegen das Atomkraftwerk Zwentendorf.
Fehlinger studierte an der Hochschule für künstlerische und industrielle Gestaltung (heute Kunst-Universität Linz) mit Schwerpunkt Fotografie mit dem Abschluss als Magister. 1992 schrieb er seine Diplomarbeit mit dem Titel „Kopfschuss als Metapher, als innovativer Beitrag zur Gegenwart. Jedem sein persönlicher Kopfschuss“; mit Fotografien beim Kopfschuss von unter anderem Rudolf Anschober, Dietmar Brehm, Markus Huemer, Robert Jelinek, Thomas Sturm, Wolfgang Preisinger und Julius Zechner. 
1978 reiste Fehlinger erstmals nach China. 1990 unternahm er eine dreimonatige Studienreise mit Diavorträgen vor chinesischen Fotografen in Shanghai, Chengdu und Peking über die österreichische Kunstfotografie.
1989 gründete er die Kartenpost-Edition Walter Fehlinger – Kunstpostkarten in limitierten Auflagen mit über 100 Motiven. 1993 erschien auch ein Kunstbuch von Katrin Butt (Texte und Bilder) in der Edition Fehlinger. Im März 1992 gründete er in Linz die BACOPA Handels- & Kulturges.m.b.H. und 1995 den Bacopa Verlag. Schwerpunkte des Verlags sind Traditionelle Chinesische Medizin und Europäische Naturheilkunde sowie Geschichte, Philosophie, Literatur und Lyrik aus China.

## Ausstellungen und Festival der Regionen
Ab den 1980er-Jahren nahm Fehlinger an Einzel- und Gruppenausstellungen teil. Er nahm außerdem 1993, 1997 und 2001 am Festival der Regionen teil.

## Auszeichnungen
- 2019: Arthur-von-Rosthorn-Medaille für Verdienste um die österreichisch-chinesischen Beziehungen[10]

## Veröffentlichungen
Als Herausgeber
- Shaolin Kung Fu – Bildband. Bacopa Verlag, Schiedlberg 2005, ISBN 978-3-901618-00-0.
- Erst am Ende unseres Weges stehen die Antworten. Sinnsprüche von Laotse und Dschuang Dsi. Bacopa Verlag, Schiedlberg 2012, ISBN 978-3-902735-18-8.
- Schiedlberger Chronik. Bacopa Verlag, Schiedlberg 2017, ISBN 978-3-902735-42-3.
- Yellow Colour. Chinesische Avantgardefotografie der 80-ziger Jahre. Bacopa Verlag, Schiedlberg 2020, ISBN 978-3-901618-08-6.